# 阿代爾斯維爾 (喬治亞州)
阿代爾斯維爾（英語：Adairsville）是一個位於美國喬治亞州巴托縣的城市。

## 地理
阿代爾斯維爾的座標為34°22′08″N 84°55′42″W / 34.36889°N 84.92833°W，而該地的平均海拔高度為219米（即719英尺）。

## 人口
根據2010年美國人口普查的數據，阿代爾斯維爾的面積為23.60平方千米，當中陸地面積為23.60平方千米，而水域面積為0.00平方千米。當地共有人口748人，而人口密度為每平方千米31人。